# Viviane Reding
Viviane Reding (ur. 27 kwietnia 1951 w Esch-sur-Alzette) – luksemburska polityk i dziennikarka; posłanka do Izby Deputowanych i Parlamentu Europejskiego. Od 1999 do 2014 członkini kolejnych Komisji Europejskich, od 2010 również jej wiceprzewodnicząca.

## Życiorys
Kształciła się m.in. na Université Paris Sorbonne, gdzie uzyskała doktorat z nauk społecznych. Od 1978 do 1999 zajmowała się dziennikarstwem. Pisywała do „Luxemburger Wort”, jednej z największych gazet w Luksemburgu. W latach 1986–1998 była prezesem Luksemburskiego Związku Dziennikarzy.
W okresie 1979–1989 sprawowała mandat posłanki do luksemburskiej Izby Deputowanych, reprezentując Chrześcijańsko-Społeczną Partię Ludową (CSV). Od 1988 do 1993 pełniła funkcję przewodniczącej frakcji kobiet, a w drugiej połowie lat 90. zastępcy przewodniczącego partii. Od 1981 przez osiemnaście lat zasiadała w radzie miejscowości Esch-sur-Alzette.
Od 1989 do 1999 była członkinią Parlamentu Europejskiego. Należała do grupy chadeckiej, przez trzy lata kierowała Komisją ds. Petycji. Wybierana także w kolejnych wyborach do 2009 włącznie, rezygnowała z objęcia mandatu z uwagi na zasadę niepołączalności stanowisk.
W 1999 otrzymała nominację na komisarza UE odpowiedzialnego za edukację i kulturę. W 2004 znalazła się w składzie Komisji Europejskiej José Barroso jako komisarz ds. społeczeństwa informacyjnego i mediów. W 2007 przyczyniła się do wymuszenia przez KE na operatorach telekomunikacyjnych administracyjnej obniżki cen połączeń głosowych w połączeniach wewnątrzunijnych (tzw. tani roaming). W 2009 została nominowana na wiceprzewodniczącą KE oraz komisarza ds. sprawiedliwości. Funkcję tę objęła ostatecznie w 10 lutego 2010 po zatwierdzeniu składu Komisji Europejskiej przez Parlament Europejski.
W 2014 ponownie stanęła na czele listy wyborczej luksemburskich chadeków, uzyskując wybór do Europarlamentu z najlepszym indywidualnym wynikiem w kraju. 1 lipca 2014 odeszła ze stanowiska w KE. W 2018 złożyła mandat europosłanki, deklarując start w wyborach krajowych w tym samym roku, w wyniku których ponownie została wybrana na deputowaną do luksemburskiego parlamentu.

## Odznaczenia i wyróżnienia
Odznaczona m.in. francuską Legią Honorową IV klasy oraz polskim Złotym Medalem „Zasłużony Kulturze Gloria Artis”.